# TSV Marl-Hüls
Der TSV Marl-Hüls (offiziell: Turn- und Sportverein Marl-Hüls 2019 e. V.) ist ein Fußballverein aus dem westfälischen Marl im Kreis Recklinghausen. Der Verein wurde im Jahre 2019 gegründet, als sich die Fußballabteilung des insolventen Turn- und Sportverein Marl-Hüls 1912 e. V. einen eigenständigen Verein gründete. Die Vereinsfarben sind blau und weiß. 
Der größte Erfolg der Fußballer war der Gewinn der Deutschen Fußball-Amateurmeisterschaft im Jahr 1954. Von 1960 bis 1963 spielten die Marler in der seinerzeit erstklassigen Oberliga West. Darüber hinaus spielte der TSV von 1954 bis 1960 in der seinerzeit zweitklassigen II. Division West und von 1963 bis 1970 in der seinerzeit zweitklassigen Regionalliga West. Heimspielstätte ist das Loekampstadion.
Der Stammverein bietet die Sportarten Kanu, Schwimmen, Tischtennis, Trampolin, Turnen und Volleyball an. Im Badminton wurde der TSV Marl-Hüls im Jahre 1966 Deutscher Jugendmannschaftsmeister.

## Geschichte

### Die Stammvereine (1912 bis 1946)
Im Jahre 1912 bildeten sich die beiden Stammvereine des heutigen TSV Marl-Hüls. Am 30. April 1912 wurde der Turnverein Hüls gegründet. Der zweite Stammverein war der am 1. August 1912 gegründete SuS Drewer-Süd. Letzterer wurde von Kumpeln der Zeche Auguste Victoria gegründet, die gerade streikten. Im Jahre 1920 fusionierten beide Vereine zum TSV Hüls-Drewer, der sich ab Juli 1922 schlicht TSV Hüls nannte. Am 5. November 1922 spaltete sich dieser Verein im Rahmen der Reinlichen Scheidung in SuS Hüls und TV Hüls. Beide Clubs fusionierten wiederum am 29. September 1946 zum TSV Hüls. Sportlich waren die Fußballer eher unbedeutend und spielten in unteren Ligen.

### Nachkriegszeit (1946 bis 1960)
| Saison  | Liga                         | Level | Platz | Tore  | Punkte |
| ------- | ---------------------------- | ----- | ----- | ----- | ------ |
| 1945/46 | Bezirksklasse Recklinghausen | II    | 08    | 43:50 | 17:23  |
| 1946/47 | Bezirksklasse Recklinghausen | II    | 07    | 43:46 | 17:23  |
| 1947/48 | Bezirksklasse Recklinghausen | III   | 09    | 40:50 | 18:26  |
| 1948/49 | Bezirksklasse Recklinghausen | III   | 01    | 58:29 | 36:12  |
| 1949/50 | Landesliga Westfalen 1       | III   | 02    | 54:38 | 39:21  |
| 1950/51 | Landesliga Westfalen         | III   | 03    | 82:50 | 44:24  |
| 1951/52 | Landesliga Westfalen         | III   | 03    | 80:54 | 38:22  |
| 1952/53 | Landesliga Westfalen 4       | III   | 01    | 83:35 | 42:10  |
| 1953/54 | Landesliga Westfalen 4       | III   | 01    | 75:38 | 38:18  |
| 1954/55 | II. Division West            | II    | 13    | 52:59 | 24:32  |
| 1955/56 | II. Division West            | II    | 06    | 68:62 | 32:28  |
| 1956/57 | II. Division West            | II    | 05    | 82:45 | 35:25  |
| 1957/58 | II. Division West            | II    | 03    | 88:47 | 42:18  |
| 1958/59 | II. Division West            | II    | 07    | 60:55 | 29:31  |
| 1959/60 | II. Division West            | II    | 02    | 66:37 | 41:19  |

Nach dem Zweiten Weltkrieg übernahm der ehemalige Nationalspieler Fritz Szepan das Traineramt. Im Jahre 1949 führte er die Hülser Mannschaft zur Meisterschaft in der Bezirksklasse Recklinghausen und zum Aufstieg in die Landesliga Westfalen, seinerzeit die höchste westfälische Amateurliga. Gleich in der Aufstiegssaison 1950/51 wurde der TSV Dritter hinter der SpVgg Röhlinghausen und dem FC TuRa Bergkamen. 1953 wurden die Hülser in der nunmehr fünfgleisigen Landesliga Meister ihrer Staffel vor dem Lokalrivalen SpVg Marl. In der folgenden Endrunde um die Westfalenmeisterschaft belegte der TSV den zweiten Platz hinter dem VfB 03 Bielefeld.
Zur gleichen Zeit entstand die von Adolf Sokallis verfassten Vereinshymne, aus der sich der Spitzname Blaue Funken der TSV-Mannschaft ableitet. Ein Jahr später sicherte sich der TSV die Westfalenmeisterschaft ohne Punktverlust mit zwei Punkten Vorsprung auf die Sportfreunde Siegen und setzte sich schließlich auch in der Aufstiegsrunde zur II. Division gegen den VfL Benrath und dem SC Rapid Köln durch. Gleichzeitig spielte der TSV auch um die Deutsche Amateurmeisterschaft, wo die Hülser unter dem aus Dülmen stammenden Trainer Heinz Werlein über die Stationen Benrath, Köln, Eintracht Nordhorn und Phönix Lübeck ins Finale einzogen.
Jenes fand am 26. Juni 1954 in der Gelsenkirchener Glückauf-Kampfbahn vor 18.000 Zuschauern statt. Hüls gewann durch einen 6:1-Sieg gegen die Spvgg. 03 Neu-Isenburg den Titel. Gerhard Schweinsberg traf alleine dreimal. Bemerkenswert an der Mannschaft war, dass alle Spieler aus dem Stadtteil Hüls stammten. Die Stadt Marl wollte dem TSV beim Sprung in das Vertragsspielerlager helfen und bot dem Verein ein Darlehen in Höhe von 30.000 Mark an. Als Gegenleistung verlangte die Stadt aber die Umbenennung des Vereins in TSV Marl-Hüls. Die Angelegenheit war insbesondere bei den heimatverbundenen Mitgliedern umstritten, die sich als Hülser, jedoch nicht als Marler fühlten. Bei der Abstimmung am 26. Juni 1954 fand sich daher erst im dritten Versuch die nötige Mehrheit für die Umbenennung.
Nachdem die Hülser in der Aufstiegssaison 1954/55 lange um den Klassenerhalt hatten zittern müssen, stabilisierte sich die Mannschaft in den folgenden Spielzeiten. 1957 wurden die „Blauen Funken“ schon Fünfter und kamen unter anderem zu einem 11:0-Sieg am letzten Spieltag gegen den Rheydter Spielverein. Torjäger Gerhard Schweinsberg wurde mit 27 Toren Torschützenkönig der Liga. Ein Jahr später wurde als Dritter mit einem Punkt Rückstand auf Vizemeister Borussia Mönchengladbach der Aufstieg knapp verpasst. Der Durchbruch gelang in der Saison 1959/60. Nach einem 4:1-Sieg am letzten Spieltag in Rheydt hatten die Hülser unter Trainer Eugen Gall gegenüber dem punktgleichen Wuppertaler SV einen um 0,125 besseren Torquotienten und stiegen als Vizemeister in die damals erstklassige Oberliga West auf. Erstmals war die Stadt Marl damit in der damals erstklassigen Oberliga West vertreten.

### Zwischen Ober- und Verbandsliga (1960 bis 1972)
| Saison  | Liga                     | Level | Platz | Tore  | Punkte |
| ------- | ------------------------ | ----- | ----- | ----- | ------ |
| 1960/61 | Oberliga West            | I     | 12    | 41:61 | 26:34  |
| 1961/62 | Oberliga West            | I     | 14    | 52:82 | 21:39  |
| 1962/63 | Oberliga West            | I     | 16    | 37:69 | 18:42  |
| 1963/64 | Regionalliga West        | II    | 04    | 56:41 | 48:28  |
| 1964/65 | Regionalliga West        | II    | 15    | 36:59 | 28:40  |
| 1965/66 | Regionalliga West        | II    | 13    | 47:58 | 29:39  |
| 1966/67 | Regionalliga West        | II    | 14    | 38:49 | 26:42  |
| 1967/68 | Regionalliga West        | II    | 11    | 49:56 | 31:37  |
| 1968/69 | Regionalliga West        | II    | 14    | 33:58 | 26:42  |
| 1969/70 | Regionalliga West        | II    | 18    | 29:81 | 16:52  |
| 1970/71 | Verbandsliga Westfalen 1 | III   | 03    | 60:47 | 37:23  |
| 1971/72 | Verbandsliga Westfalen 1 | III   | 02    | 57:22 | 43:17  |

Dort spielte die Mannschaft, in der mittlerweile auch auswärtige Spieler standen, vom ersten Anpfiff an gegen den Abstieg. In der Premierensaison 1960/61 erreichten die Hülser den zwölften Platz. Saisonhöhepunkt war ein 2:1-Sieg beim FC Schalke 04 am 23. April 1961 vor 15.000 Zuschauern im Marler Jahnstadion. Die Krise des Bergbaus in der Region verhinderte einen weiteren sportlichen Aufschwung, so dass es in der Folgesaison 1961/62 nur zu Platz 14 reichte. Zur Oberligasaison 1962/63 wich der TSV wegen des Umbaus des Jahnstadions in das Gerhard-Jüttner-Stadion aus. Die vom späteren Weltenbummler Rudi Gutendorf trainierte Mannschaft hatte sich als einzige der Oberliga West nicht für die 1963 neu geschaffene Bundesliga beworben und beendete die Saison als abgeschlagener Tabellenletzter. Tiefpunkte waren die 1:11-Niederlage bei Borussia Dortmund sowie die Ausschreitungen nach der 1:2-Heimniederlage gegen Mönchengladbach.
Beim TSV sprach man von einem „geplanten Abstieg“. Der Verein wollte sich in der Regionalliga in Ruhe auf einen möglichen Aufstieg in die Bundesliga vorbereiten. Doch dazu sollte es nicht kommen. In der Saison 1963/64 belegte der TSV den vierten Platz und begrüßte zum Derby gegen die SpVgg Herten noch einmal 10.000 Zuschauer. In kürzester Zeit verloren die Hülser fast alle Leistungsträger. Da besonders Alemannia Aachen viele Spieler vom TSV verpflichtete sangen die Aachener Fans spöttisch: „Wir brauchen keinen Seeler keinen Brülls denn wir kaufen alle Spieler bei Marl-Hüls.“ Die Hülser, die 1968 bereits mit 60.000 Mark verschuldet waren, kämpften nun gegen den Abstieg. Schließlich musste die Mannschaft 1970 den Gang in die Verbandsliga antreten. Der Zuschauerschnitt war auf 1.500 gefallen.
Im Jahre 1972 wurde der TSV Vizemeister der Staffel 1 hinter dem STV Horst-Emscher. In der Rückrunde blieben die „Blauen Funken“ ungeschlagen und musste nun zwei Entscheidungsspiele um die Teilnahme an der Deutschen Amateurmeisterschaft austragen. Nach einem 2:2 beim SSV Hagen gelang den Hülsern durch ein 1:0 im Rückspiel die Qualifikation. Über die Stationen Werder Bremen Amateure und MTV Ingolstadt erreichte der TSV das Halbfinale, wo man auf den SC Jülich traf. Die Jülicher waren zuletzt dreimal in Folge Amateurmeister geworden, verloren aber das Hinspiel in Marl mit 0:6. Dafür gewann Jülich das Rückspiel auf eigenem Platz mit 6:0 nach Verlängerung. Im Elfmeterschießen setzte sich der TSV schließlich durch und zog ins Endspiel ein, das am 8. Juli 1972 im neutralen Neuwied stattfand. Die Hülser gingen durch Ernst Schulte-Kellinghaus mit 1:0 gegen den FSV Frankfurt in Führung, ehe die Frankfurter ausgleichen konnten. Ex-Profi Horst Trimhold erzielte in der 90. Minute den Siegtreffer für den FSV.

### Niedergang (1972 bis 2010)
| Saison  | Liga                     | Level | Platz | Tore   | Punkte |
| ------- | ------------------------ | ----- | ----- | ------ | ------ |
| 1972/73 | Verbandsliga Westfalen 1 | III   | 04    | 42:33  | 35:25  |
| 1973/74 | Verbandsliga Westfalen 1 | III   | 04    | 31:26  | 33:27  |
| 1974/75 | Verbandsliga Westfalen 1 | III   | 14    | 47:48  | 30:38  |
| 1975/76 | Verbandsliga Westfalen 1 | III   | 17    | 40:58  | 26:42  |
| 1976/77 | Landesliga Westfalen 4   | IV    | 04    | 61:36  | 37:23  |
| 1977/78 | Landesliga Westfalen 4   | IV    | 03    | 72:46  | 41:19  |
| 1978/79 | Verbandsliga Westfalen 1 | IV    | 07    | 65:51  | 31:29  |
| 1979/80 | Verbandsliga Westfalen 1 | IV    | 12    | 51:58  | 26:34  |
| 1980/81 | Verbandsliga Westfalen 2 | IV    | 07    | 55:57  | 32:28  |
| 1981/82 | Verbandsliga Westfalen 2 | IV    | 08    | 63:57  | 35:29  |
| 1982/83 | Verbandsliga Westfalen 1 | IV    | 07    | 54:44  | 40:28  |
| 1983/84 | Verbandsliga Westfalen 1 | IV    | 03    | 69:40  | 44:24  |
| 1984/85 | Verbandsliga Westfalen 1 | IV    | 04    | 59:45  | 44:24  |
| 1985/86 | Verbandsliga Westfalen 1 | IV    | 15    | 42:63  | 29:43  |
| 1986/87 | Verbandsliga Westfalen 1 | IV    | 15    | 43:59  | 27:41  |
| 1987/88 | Landesliga Westfalen 4   | V     | 05    | 54:40  | 36:24  |
| 1988/89 | Landesliga Westfalen 4   | V     | 07    | 57:46  | 31:29  |
| 1989/90 | Landesliga Westfalen 4   | V     | 14    | 41:49  | 23:33  |
| 1990/91 | Bezirksliga Westfalen 12 | VI    | 8     | 51:51  | 30:30  |
| 1991/92 | Bezirksliga Westfalen 12 | VI    | 5     | 53:52  | 33:27  |
| 1992/93 | Bezirksliga Westfalen 12 | VI    | 5     | 73:56  | 36:28  |
| 1993/94 | Bezirksliga Westfalen 12 | VI    | 7     | 49:60  | 30:30  |
| 1994/95 | Bezirksliga Westfalen 12 | VII   | 10    | 42:41  | 27:33  |
| 1995/96 | Bezirksliga Westfalen 12 | VII   | 7     | 57:58  | 45     |
| 1996/97 | Bezirksliga Westfalen 12 | VII   | 5     | 68:39  | 56     |
| 1997/98 | Bezirksliga Westfalen 12 | VII   | 1     | 103:25 | 68     |

| Saison    | Liga                     | Level | Platz | Tore     | Punkte |
| --------- | ------------------------ | ----- | ----- | -------- | ------ |
| 1998/99   | Landesliga Westfalen 4   | VI    | 12    | 044:62 0 | 350    |
| 1999/2000 | Landesliga Westfalen 4   | VI    | 04    | 54:34    | 47     |
| 2000/01   | Landesliga Westfalen 4   | VI    | 08    | 54:44    | 40     |
| 2001/02   | Landesliga Westfalen 4   | VI    | 09    | 56:47    | 36     |
| 2002/03   | Landesliga Westfalen 4   | VI    | 16    | 30:95    | 13     |
| 2003/04   | Bezirksliga Westfalen 12 | VII   | 04    | 48:52    | 45     |
| 2004/05   | Bezirksliga Westfalen 12 | VII   | 09    | 61:61    | 39     |
| 2005/06   | Bezirksliga Westfalen 12 | VII   | 07    | 73:64    | 39     |
| 2006/07   | Bezirksliga Westfalen 12 | VII   | 03    | 67:42    | 54     |
| 2007/08   | Bezirksliga Westfalen 12 | VII   | 05    | 74:52    | 51     |
| 2008/09   | Bezirksliga Westfalen 12 | VIII  | 05    | 60:47    | 45     |
| 2009/10   | Bezirksliga Westfalen 12 | VII   | 04    | 71:46    | 62     |

Der Niedergang des Bergbaus machte sich beim TSV Marl-Hüls immer stärker bemerkbar. Auch die Verbindungen zur Zeche Auguste Victoria verloren an Bedeutung. 1972 war der Vereinsvorsitzende Manfred Karjan, der als Steiger in der Zeche arbeitete, der letzte „AVler“ im Verein. Aufgrund rückläufiger Zuschauerzahlen musste der Verein Jahr für Jahr seine Leistungsträger abgeben. In den Jahren 1973 und 1974 reichte es jeweils noch zu vierten Plätzen, ehe es sportlich bergab ging. Am Ende der Saison 1975/76 konnten die „Blauen Funken“ nur noch den abgeschlagenen VfB 03 Bielefeld hinter sich lassen und stiegen in die viertklassige Landesliga ab. Zwei Jahre später kehrte der TSV gemeinsam mit dem Lokalrivalen SpVg Marl in die Verbandsliga zurück. Dabei profitierten beide Vereine davon, dass es im Zuge der Einführung der Oberliga Westfalen zu einem erhöhten Aufstieg aus der Landesliga kam.
Nach mehreren Jahren im Mittelfeld der Tabelle erreichten die Hülser in der Saison 1983/84 den dritten Platz mit vier Punkten Rückstand auf den VfL Reken. Ein Jahr später erreichte die Mannschaft Platz vier. Schließlich folgte im Jahre 1987 der erneute Abstieg nach einer 0:1-Niederlage im Entscheidungsspiel gegen Teutonia Lippstadt im neutralen Werne. Da die SpVg Marl gleichzeitig in die Oberliga Westfalen aufstieg übernahm die SpVg die sportliche Führungsrolle in der Stadt. In den Jahren 1989 und 1990 bot die SpVg dem TSV Marl-Hüls eine Vereinsfusion an, die von den Hülsern beide Male abgelehnt wurde. Stattdessen versuchten die Hülser in der Saison 1989/90 mit großem finanziellen Aufwand, den Verbandsligaaufstieg zu erzwingen. Allerdings stieg die Legionärself nach einer 0:1-Entscheidungsspielniederlage gegen Blau Weiß Wulfen in die Bezirksliga ab.
Derweil wurde der VfB Hüls nach seinem Aufstieg in die Oberliga Westfalen 1994 sportlich zur Nummer eins in Marl. Ab 1998 gab der TSV Marl-Hüls noch einmal ein Gastspiel in der Landesliga und erreichten in der Saison 1999/2000 noch einmal Platz vier. Doch schon drei Jahre später endete die Landesligaära mit dem Abstieg als abgeschlagener Tabellenletzter. Es folgte eine Bezirksligaära, in der die Mannschaft zumeist im vorderen Mittelfeld landete, ohne ernsthafte Aufstiegschancen gehabt zu haben. Nur im Jahre 2005 kämpften die „Blauen Funken“ gegen den Abstieg in die Kreisliga A. Ebenfalls im Jahre 2005 verließ der TSV Marl-Hüls das sanierungsbedürftige Jahnstadion und spielte fortan im Loekampstadion, ihrer bisherigen Trainingsstätte.

### Sportliche Renaissance und Insolvenz (2010 bis 2019)
| Saison  | Liga                     | Level | Platz | Tore  | Punkte |
| ------- | ------------------------ | ----- | ----- | ----- | ------ |
| 2010/11 | Bezirksliga Westfalen 12 | VIII  | 01    | 76:27 | 66     |
| 2011/12 | Landesliga Westfalen 4   | VII   | 04    | 71:42 | 51     |
| 2012/13 | Westfalenliga 1          | VI    | 04    | 54:41 | 55     |
| 2013/14 | Westfalenliga 2          | VI    | 06    | 38:36 | 41     |
| 2014/15 | Westfalenliga 2          | VI    | 01    | 89:39 | 69     |
| 2015/16 | Oberliga Westfalen       | V     | 09    | 66:65 | 48     |
| 2016/17 | Oberliga Westfalen       | V     | 04    | 74:62 | 56     |
| 2017/18 | Oberliga Westfalen       | V     | 17    | 00:0  | 0      |
| 2018/19 | Westfalenliga 2          | VI    | 17    | 00:0  | 0      |

Zur Saison 2010/11 übernahm Holger Flossbach das Traineramt beim TSV Marl-Hüls, während mit Lothar Gedenk der Geschäftsführer eines Recyclingunternehmens Abteilungsleiter wurde. Gleich in seiner ersten Spielzeit konnte Flossbach seine Mannschaft zur Meisterschaft führen, nachdem der TSV am letzten Spieltag vor etwa 1.800 Zuschauern zu einem 3:2-Sieg beim Verfolger SV Vestia Disteln gekommen war. In der Landesligasaison 2011/12 erreichte die Mannschaft auf Anhieb den vierten Platz und qualifizierte sich für die Aufstiegsrunde zur Verbandsliga. Dort besiegte der TSV zunächst im Elfmeterschießen den SV Rothemühle, wobei TSV-Torwart Marwin Gedenk drei Elfmeter hielt. Nach einem 2:0-Sieg im Endspiel gegen den SC Herford im neutralen Ahlener Wersestadion machten die Hülser den Durchmarsch in die Westfalenliga perfekt.
Nach einem sechsten Platz in der Aufstiegssaison 2012/13 wechselte der TSV zur folgenden Spielzeit in die Staffel 2 und ging als Tabellenführer in die Winterpause der Saison 2013/14. In der Rückrunde brach die Mannschaft nach dem verletzungsbedingten Ausfall von Torjäger Christian Erwig jedoch ein und beendete die Spielzeit als Tabellenvierter. Im Oktober 2014 wurde Trainer Holger Flossbach entlassen, obwohl seine Mannschaft Platz zwei belegte. Michael Schrank übernahm die Mannschaft und führte die Hülser zur Meisterschaft und dem Aufstieg in die Oberliga Westfalen. Nach einem neunten Platz in der Aufstiegssaison 2015/16 spielte der TSV ein Jahr später mit um den Aufstieg in die Regionalliga. Im April 2017 geriet der Verein ins Visier der Bochumer Steuerfahndung: Spielergehälter sollen nicht ordnungsgemäß versteuert worden sein. Abteilungsleiter Lothar Gedenk legte daraufhin sein Amt nieder. Dennoch wurde die Mannschaft Vierter, verlor aber am Saisonende die beiden Torjäger Sebastian Westerhoff und Michael Smykacz, die zusammen 40 Tore erzielten.
Im September 2017 trat der komplette Vorstand der Fußballabteilung aufgrund von Meinungsverschiedenheiten mit der Vereinsführung zurück. Auch Trainer Michael Schrank gab seinen Posten auf, während die Spieler eine Zusage erhielten, den sportlich und finanziell angeschlagenen Verein zum 1. Januar 2018 ablösefrei verlassen zu können. Schließlich zog der Verein am 6. Oktober 2017 die Mannschaft mit sofortiger Wirkung aus der Oberliga zurück, nachdem die Spieler den Vorschlag abgelehnt hatten, auf einen Teil ihrer Bezüge zu verzichten, um den Spielbetrieb bis zur Winterpause aufrechterhalten zu können. In der Saison 2018/19 ging es für den Verein in der Westfalenliga weiter. Am 14. Januar 2019 stellte der Verein einen Insolvenzantrag. Zwei Monate später zog der TSV seine Mannschaft aus der laufenden Saison zurück, was nach der Spielordnung einen Zwangsabstieg in die Kreisliga C bedeutet.

### Gegenwart (seit 2019)
Das Insolvenzverfahren führte zur Auflösung des Vereins, der sich postwendend als TSV Marl-Hüls 2019 neu gründete. Durch die Meisterschaft der vormals zweiten Mannschaft in der Kreisliga C konnte der TSV einen Neuanfang in der Kreisliga B machen. 

## Erfolge
- Deutscher Amateurmeister: 1954
- Deutscher Vize-Amateurmeister: 1972
- Westfalenmeister: 1954
- Meister der Westfalenliga 2: 2015

## Stadion

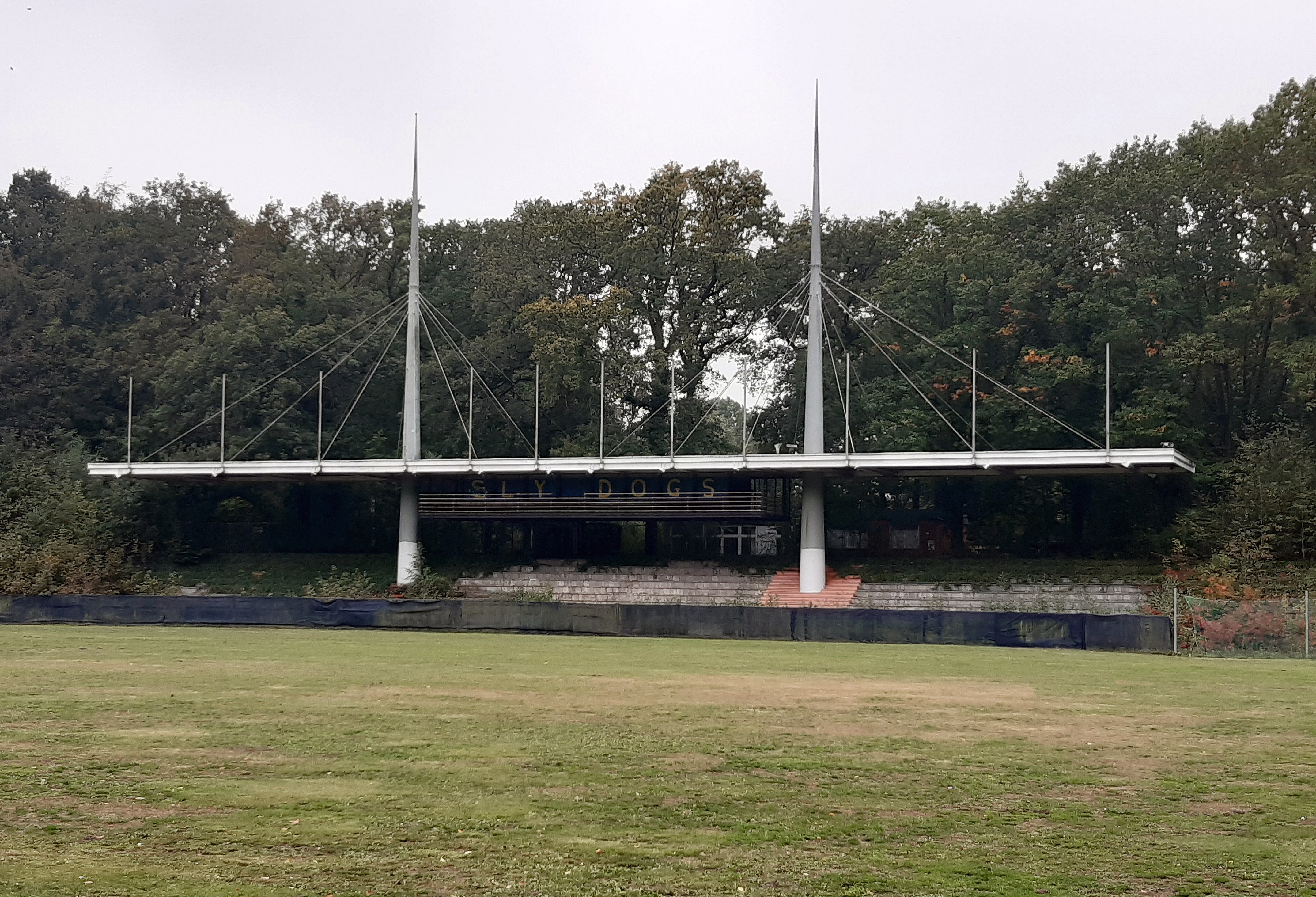
Die baufällige Haupttribüne im Marler Jahnstadion (2020)

Der TSV Marl-Hüls trägt seit 2005 seine Heimspiele im Loekampstadion aus. Der Verein nutzte das Stadion bereits vorher als Trainingsstätte. Während der Saison 2004/05 wurde die Anlage modernisiert und der Aschenplatz mit einem Kunstrasen versehen. Zwei Jahre später erhielt das Loekampstadion eine überdachte Tribüne mit 156 Sitzplätzen. Das Loekampstadion ist ein reines Fußballstadion ohne Laufbahn. Eine offizielle Zuschauerkapazität wurde bislang nicht festgelegt. Neben dem Stadion befindet sich in einem Container das Vereinsheim des TSV Marl-Hüls.
Zuvor trug der Verein seine Heimspiele lange Zeit im 25.000 Zuschauer fassenden Jahnstadion aus. Im Jahre 1924 bezog der Verein die damals noch Jahnsportplatz genannte Spielstätte, die im Jahre 2005 wegen Baufälligkeit aufgegeben werden musste. Zwischen 1962 und 1964 wurde der Jahnsportplatz zum Jahnstadion ausgebaut. In dieser Zeit wich der TSV in das Gerhard-Jüttner-Stadion aus, das im Jahre 2011 abgerissen wurde.

## Persönlichkeiten

### Spieler
- Glen Akama-Eseme
- Jörg Breski
- Siegfried Burkhardt
- Hermann Erlhoff
- Christian Erwig
- Siegfried Grams
- Heinz van Haaren
- Hans Hipp
- Tim Hoogland
- Dittmar Jost
- Noah Korczowski
- Rolf Kucharski
- Helmut Laszig
- Herbert Lütkebohmert
- Pedro Milašinčić
- Mineiro
- Nassirou Ouro-Akpo
- Rolf Pawellek
- Karl-Heinz Peschen
- Heinz Ptaczynski
- Peter Schöngen
- Ernst Schulte-Kellinghaus
- Karl-Heinz Sell
- Hans Sondermann
- Alexander Thamm
- Gerhard Wagner
- Christoph Walter
- Horst Wandolek
- Ozan Yılmaz

### Trainer
- Rudi Gutendorf
- Fritz Szepan